# 루시아 (2001년 영화)
루시아(Lucia Y El Sexo, Sex And Lucia)는 프랑스에서 제작된 훌리오 메뎀 감독의 2001년 드라마, 멜로/로맨스 영화이다. 파즈 베가 등이 주연으로 출연하였고 페르난도 보베라 등이 제작에 참여하였다.

## 출연

### 주연
- 파즈 베가
- 트리스탄 울로아

### 조연
- 나즈와 님리
- 다니엘 프레이레
- 엘레나 아나야
- 실비아 라노스
- 디아나 수아레즈
- 하비에 카마라
- 주안 페르난데즈

## 제작진
- 세트: 빅터 모레로
- 의상: 에스티발리즈 마르키에기
- 배역: 사라 빌벳츠아